# Hrușova
Hrușova es una comuna y pueblo de la República de Moldavia ubicada en el distrito de Criuleni.
En 2004 la comuna tiene una población de 2394 habitantes, de los cuales 2361 son étnicamente moldavos-rumanos y 17 ucranianos. La comuna comprende los siguientes pueblos:
- Hruşova (pueblo), 1064 habitantes;
- Chetroasa, 150 habitantes;
- Ciopleni, 1180 habitantes.

Se ubica a medio camino entre Chisináu y Criuleni, en el cruce de las carreteras R4 y M21.